# 斑海鯰
斑海鯰是輻鰭魚綱鯰形目海鯰科的其中一種。

## 分布
本魚分布於印度、西太平洋區，由印度沿海到中國東海、印尼、澳洲附近島弧，但並未在菲律賓及澳洲發現。

## 深度
水深1至30公尺。

## 特徵
體略側扁，頭上覆骨板，板上有顆粒突出。口邊有鬚三對，口在吻端下方，下頜較上頜為短，兩頜均有絨毛齒。腭骨各側僅具一顆粒狀的齒叢。背鰭、胸鰭均有硬棘，硬棘前後均有逆鉤及6-7軟條，硬棘具有毒腺，易傷人。尾鰭大，身內叉，腹鰭軟條19-23，脂鰭上具一大黑點。體背呈鉛灰色，側面灰色，腹部白色，各鰭略帶黃色。體長可達80公分。

## 生態
本魚屬熱帶及亞熱帶之底棲肉食性魚類，喜棲息於砂泥底質的地形環境，常會至河口區覓食，甚至河川下游，主要以無脊椎動物及小魚為食。夜行性，具築洞而居之習性，偶會集結成群。背、胸鰭硬棘有毒腺，是其防止其它魚類攻擊的利器。

## 經濟利用
食用魚，但肉腥味較重，可以用枸杞、當歸等中藥燉煮去腥食用。嘉義沿海傳統則以鹹菜加上薑絲煮湯或以三杯方式料理。魚卵則以電鍋蒸熟後，沾蒜泥醬油食用。